# Huta-Lisivska, Manevîci
Huta-Lisivska (în ucraineană Гута-Лісівська) este un sat în comuna Lisove din raionul Manevîci, regiunea Volînia, Ucraina.

## Demografie
Componența lingvistică a localității Huta-Lisivska
     Ucraineană (100%)
Conform recensământului din 2001, toată populația localității Huta-Lisivska era vorbitoare de ucraineană (100%).